# هوروفو
هوروفو (به لاتین: Høruphav) یک منطقهٔ مسکونی در دانمارک است که در سوندربرگ واقع شده‌است. هوروفو ۱٫۷۷ کیلومتر مربع مساحت و ۲٬۶۷۱ نفر جمعیت دارد.